# Bematistes macarista
Bematistes macarista is een vlinder uit de familie van de Nymphalidae. De wetenschappelijke naam van de soort is voor het eerst gepubliceerd in 1906 door Emily Mary Bowdler Sharpe.
De soort komt voor in de bossen van Kameroen, Equatoriaal Guinee, Gabon, Congo-Kinshasa, Soedan, Oeganda, West-Kenia, Noordwest-Tanzania en Noordwest-Zambia.